# Sărădiș, Cluj
Sărădiș (în maghiară Seregélyes) este un sat în comuna Feleacu din județul Cluj, Transilvania, România.

## Date geografice
Altitudinea medie: 654 m.

## Galerie de imagini

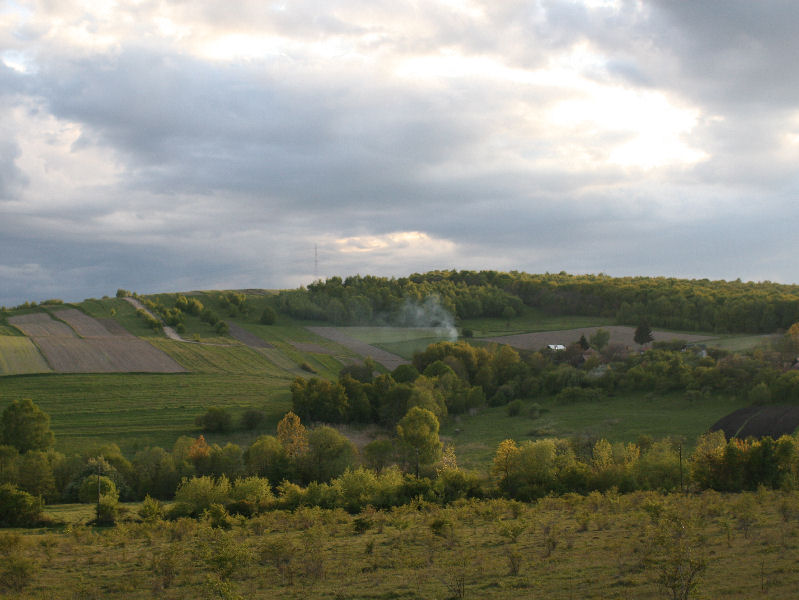
Sărădiș